# 마이크 판 데르호른
마이크 판데르호른(네덜란드어: Mike van der Hoorn, 1992년 10월 31일 ~ )은 네덜란드의 축구 선수로, 현재 FC 위트레흐트에서 센터백으로 뛰고 있다.